# Fran Castaño
Fran Castaño Riadigos, centrocampista gallego que milita en el Pontevedra Club de Fútbol, actualmente en el Grupo 1 de la Segunda división B española.

## Biografía
Nacido en Lalín (España) en 1986. Mide 1'85m y pesa 82kg.

## Trayectoria deportiva
Comenzó su carrera deportiva en el Sagrado Corazón, equipo con el que jugó hasta la categoría infantil. En esa edad pasó a formar parte del Pontevedra CF, en el que estuvo durante la mayor parte de su carrera como futbolista. Pasó por los equipos cadete y juvenil del conjunto granate y formó parte del equipo juvenil del Pontevedra CF que logró ascender a División de Honor y que consiguió un más que meritorio segundo puesto en dicha categoría. Su buen hacer hizo que Iñaki Sáez le convocase para un entrenamiento de la Selección Sub-17 de la Selección Española aunque no llegó a jugar con el combinado nacional. Si lo hizo en las categorías inferiores de la Selección Gallega, junto a varios de sus compañeros en el Pontevedra CF. 
En las últimas temporadas tuvo la oportunidad de realizar la pretemporada con el primer equipo aunque no logró debutar todavía con la primera plantilla. En la temporada 2005-06 hizo un pequeño paréntesis en su carrera en el Pontevedra CF para jugar en calidad de cedido con el Portonovo SD en Tercera División, acumulando muchos minutos en esa categoría. La temporada siguiente regresó a la disciplina del Pontevedra CF para actuar en el filial en Regional Preferente, con el que conseguiría el ascenso a la Tercera División. Fue pieza importante en el centro del campo del filial granate y un fijo en las alineaciones del entrenador. En esta temporada tendrá ficha con el primer equipo y luchará en los entrenamientos por convencer a su entrenador de que puede tener un hueco en el equipo.
- Datos: Q11681914